# My Future
«My Future» —en español: «Mi futuro»— es una canción de la cantante estadounidense Billie Eilish. Se lanzó el 30 de julio de 2020, a través de Interscope Records. La canción es el primer lanzamiento original de la cantante desde el sencillo de 2020 «No Time to Die», canción principal de la película con el mismo título. Eilish la coescribió con su hermano Finneas O'Connell, quien también se encargó de la producción. Descrita como una balada uptempo de lo-fi y R&B con influencias de soul, jazz y videos de ASMR, la letra de la canción aborda a Eilish contemplando su pasado y los efectos que tuvo en su visión de la vida y el futuro, discutiendo cómo está lista para dejar atrás el pasado.
Un video musical animado de «My Future» fue dirigido por el director australiano Andrew Onorato y lanzado en el canal oficial de YouTube de Eilish el 30 de julio de 2020. El video muestra a Eilish alejándose de una relación y pensando en su futuro, y fue elogiado por los críticos de música por su animación.

## Antecedentes y composición
El 20 de enero de 2020, la cantante confirmó que estaba grabando un nuevo álbum y reveló planes para lanzar un documental en algún momento del 2020. Debido a que su gira Where Do We Go? World Tour fue reprogramada para marzo del 2021 debido a la pandemia del conoravirus, Eilish ha estado participando de los movimientos Black Lives Matter y realizó junto a su padre un podcast para Apple Music llamado Me & Dad Radio, durante ese tiempo, la cantante no volvió a anunciar ningún plan para un segundo álbum. El 24 de julio de 2020, recurrió a sus redes sociales para publicar una foto de sí misma parada en un balcón con el horizonte de Los Ángeles al fondo, con una máscara negra y un traje gris para correr. La publicación contenía la descripción «My Future el jueves 30 de julio». El 27 de julio, promocionó la canción al compartir la portada del sencillo, la cual presenta un dibujo de ella sentada bajo un árbol mientras mira a la luna. Dos días después, compartió un clip de audio de 20 segundos del tema en Instagram.

## Composición
El grabado en Los Ángeles fue escrito por Eilish junto a su hermano Finneas O'Connell, bajo la producción de este último. Según la cantante la pista fue compuesta al comienzo de la cuarentena por coronavirus. «Escribimos esto al comienzo de la cuarentena... es una canción que es muy, muy personal. Cuando escribimos esta canción, era exactamente lo que estaba mi cabeza: esperanza, emoción, autorreflexión y crecimiento personal». Coco Romach de MTV, menciona que el ritmo de la pista «comienza con un ritmo ventoso y lleno de vida» y está respaldado por «voces arrulladoras».
Líricamente, se trata de una poderosa oda al amor propio y al poder personal. La canción comienza como una solemne y casi completamente a cappella y tiene un lado más oscuro y sombrío cuando Eilish decide alejarse de una relación, poniéndose ella y su futuro primero. Pero para cuando la canción llega a la mitad, cambia a un ritmo de percusión al estilo Kaytranada, acelerando las cosas a un ambiente más feliz. Eilish canta a través de voces inspiradas en el jazz y el funky. La canción termina con un ámbito privado de voz y teclados.

## Recepción crítica
Tras su lanzamiento, recibió críticas generalmente positivas de los críticos de música. William Hughes de The AV Club, la llamó «somnoliento y sonámbulo». Gary Dinges de USA Today elogió el contenido lírico, describiendo que tiene «letras crudas y voces estelares». Samantha Hissong y Brittany Spanos escribiendo para Rolling Stone, describieron el sencillo como la «canción más edificante de Eilish hasta la fecha». Romach elogió la canción como «soñadora». El personal de Teen Vogue comentó que la canción «muestra un crecimiento continuo en cómo Billie está mirando el mundo». Jenkins describió la canción como «un recordatorio de que a pesar de que el presente parece aterrador, hay mejores momentos en el otro lado». John R. Kennedy de iHeartRadio la etiquetó como una canción «conmovedora». La canción fue elogiado por Jon Caramanica de The New York Times, que la llamó «texturizada y sin complicaciones». Jessica Mckinney de Complex elogió la canción como una de las más alegres de Eilish. Sam Prance de PopBuzz dijo que la canción es una de las «más personales de Eilish hasta la fecha». Escribiendo para The Independent, Isobel Lewis la considera una «balada de piano inquietante con guitarra fuerte y el estilo electrónico característico de Eilish». Revisando para la revista Slant, Alexa Camp citó la canción como un «canto triste pero hermoso, con las voces en capas y conmovedoras de Eilish apiladas sobre teclados atmosféricos».

## Video musical
Junto con el lanzamiento del sencillo, el 30 de julio de 2020 se publicó el vídeo musical animado creado por el australiano Andrew Onorato. La imagen visual cuenta la historia de una joven mujer entrando en la suya. En ella, una Billie animada, que llevaba un collar con su logotipo «Blohsh», con el pelo teñido de verde, que simboliza relación de la que se aleja, deambula sola por un bosque psicodélico inspirado en Ghibli bajo la lluvia mientras contempla su futuro. Cuando llega el segundo verso, sale el sol y el bosque comienza a florecer, mientras los árboles envuelven a Eilish y la levantan hacia el cielo, mostrando una señal de su futuro esperanzador.
El video animado fue recibido positivamente por los críticos de música después de su lanzamiento. Mientras que Jackson Langford de NME lo llamó un «asunto animado magnífico»,  Ann Powers de NPR declaró que Eilish era una «heroína de cuento de hadas». Ronia Aniftos escribiendo para Billboard comentó que a medida que «sale el sol, la vegetación comienza a florecer exponencialmente, [como] la carrera de Eilish en la vida real».

## Posicionamiento en listas
| Listas (2020)                                 | Mejor posición |
| --------------------------------------------- | -------------- |
| Alemania (Official German Charts)             | 47             |
| Australia (ARIA)                              | 3              |
| Austria (Ö3 Austria Top 40)                   | 28             |
| Bélgica (Ultratop 50) Flanders                | 25             |
| Bélgica (Ultratop) Wallonia                   | 4              |
| Canadá (Canadian Hot 100)                     | 9              |
| Canadá (Canadian Digital Song Sales)          | 47             |
| Canadá (CHR/Top 40)                           | 46             |
| Croacia (HRT)                                 | 52             |
| Dinamarca (Tracklisten)                       | 18             |
| Escocia (Official Charts Company)             | 14             |
| Eslovaquia (Singles Digitál Top 100)          | 15m            |
| España (PROMUSICAE)                           | 1              |
| Estados Unidos (Billboard Hot 100)            | 6              |
| Estados Unidos (Adult Top 40)                 | 34             |
| Estados Unidos (Digital Song Sales)           | 50             |
| Estados Unidos (Mainstream Top 40)            | 25             |
| Estados Unidos (Hot Rock & Alternative Songs) | 1              |
| Estados Unidos (Rock Airplay)                 | 25             |
| Estados Unidos (Rolling Stone Top 100)        | 3              |
| Finlandia (Suomen virallinen lista)           | 19             |
| Francia (SNEP)                                | 94             |
| Hungría (Single Top 40)                       | 27             |
| Hungría (Stream Top 40)                       | 14             |
| Irlanda (IRMA)                                | 8              |
| Italia (FIMI)                                 | 60             |
| Malasia (RIM)                                 | 4              |
| Noruega (VG-lista)                            | 12             |
| Nueva Zelanda (RMNZ)                          | 4              |
| Países Bajos (Dutch Top 40)                   | 16             |
| Países Bajos (Single Top 100)                 | 30             |
| Portugal (AFP)                                | 18             |
| Reino Unido (UK Singles Chart)                | 7              |
| República Checa (Singles Digitál Top 100)     | 19             |
| Suiza (Schweizer Hitparade)                   | 16             |

## Certificaciones
| País (organismo certificador) | Certificación | Unidades certificadas |
| ----------------------------- | ------------- | --------------------- |
| Canadá (Music Canada)         | Platino       | 80 000                |

## Historial de lanzamiento
| País        | Fecha               | Formato                     | Discográfica         | Ref    |
| ----------- | ------------------- | --------------------------- | -------------------- | ------ |
| Varios      | 30 de julio de 2020 | Descarga digital, streaming | Darkroom, Interscope | [ 3 ]  |
| Australia   | 31 de julio de 2020 | Contemporary hit radio      | Universal            | [ 66 ] |
| Reino Unido | 31 de julio de 2020 | Contemporary hit radio      | Darkroom, Interscope | [ 67 ] |